# Antennaria rosea
Antennaria rosea là một loài thực vật có hoa trong họ Cúc. Loài này được (D.C.Eaton) Greene mô tả khoa học đầu tiên năm 1898.